# Numery kierunkowe w Polsce

Byłe numery kierunkowe w Polsce (obecnie wskaźniki stref numeracyjnych w stacjonarnym numerze abonenckim)

Numer kierunkowy, właśc. wskaźnik strefy numeracyjnej (WSN) – element numeracji telefonicznej, który przydzielony jest dla określonego obszaru, centrali, wybierany przed właściwym numerem abonenta w sieci stacjonarnej, umożliwiający właściwe kierowanie połączeń telefonicznych oraz także m.in. taryfikację rozmów w zależności od obszaru, do którego realizowane jest połączenie.

## Historia
Pojęcie „numer kierunkowy” w języku polskim powstało w latach 60. XX wieku, gdy w Polsce rozpoczęto stopniowe wdrażanie półautomatycznego zestawiania połączeń międzymiastowych.
W latach 1962–1964 uruchamiano specjalne „stopnie grupowe” i „automaty”, które pomagały telefonistkom central międzymiastowych wybierać „relację” lub „kierunek”, co wcześniej było obsługiwane przez łącznice ręczne. Wtedy też po raz pierwszy zaczęto nadawać numery tym kierunkom dla półautomatycznych połączeń końcowych i tranzytowych (w tym ostatnim przypadku dochodził jeszcze dodatkowy numer kierunkowy „na tranzyt”).
W roku 1964 powstał (rozwijany do 1970 r.) system międzymiastowego ruchu automatycznego „miasto-miasto”, w którym dotychczas zazwyczaj niewykorzystywana jako pierwsza cyfra „8” umożliwiała wejście do tej sieci, w której jedno-, dwu- lub trzycyfrowy „wskaźnik międzymiastowy” pozwalał na uzyskanie połączenia z numerem centrali końcowej. Następnie pojawiła się także wtedy możliwość automatycznego tranzytowania ruchu automatycznego „miasto-miasto” za pomocą automatycznych stopni tranzytujących międzymiastowy ruch „miasto-miasto” – w takim przypadku konieczne było dodanie przed numerem końcowym jedno- lub dwucyfrowego numeru kierunkowego na tranzyt. W określonym kierunku (do danego miasta) funkcjonowały wtedy różne numery kierunkowe z różnych miast początkowych. Na przykład numer kierunkowy w relacji Poznań-Warszawa był inny niż w relacji Łódź-Warszawa. Od roku 1975 następowała likwidacja tego systemu. Wielość „wskaźników międzymiastowych” spowodowała rozpoczęcie prac nad określeniem stref numeracyjnych (SN) i ich obszaru, w 1965 r. powstał pierwszy dokument definiujący plan numeracji w Polsce, w którym zdefiniowano 304 takich stref (powiatowych).
Wraz z budową central automatycznych miejscowych i międzymiastowych (1976–1983 Pentaconta, 1980–1983 E-10A, Samsung TDX-1B) wraz z sygnalizacją R2 opracowano nowy dokument PNK. W jego ramach już w 1976 r. przewidywano konieczność ujednolicenia numeracji abonenckiej i „wskaźników międzymiastowych”. Także późniejsze budowy w latach 1994–2002 central cyfrowych (systemów EWSD, E-10B, 5ESS, S12) wraz z wdrażaniem sygnalizacji C7 spowodowały możliwość analizy numeru wołającego i wołanego i dalsze ujednolicenie systemu numeracji krajowej oraz wykorzystanie automatycznego sterowania tranzytem. W roku 1976 zdefiniowanych zostało 176 stref numeracyjnych, w 1988 roku – 118, w 1991 – 56, a od 1996 r. – 49, powiązanych z obszarami ówczesnych województw.
Wraz ze zmianą PNK w 2000 r. pojawiła się możliwość poprzedzania numeru kierunkowego numerem dostępowym operatora alternatywnego (NDSMS, numer dostępu do sieci międzystrefowych, pot. prefiks operatora). W roku 2002 wprowadzono zmiany do PNK, polegające na przenoszeniu pojedynczych gmin do sąsiednich SN, co spowodowało niepokrywanie się obszaru SN z granicami zarówno starych, jak i obecnych województw.
Od 5 grudnia 2005 r. obowiązuje zamknięty plan numeracji krajowej. Oznacza to, że międzystrefowe numery kierunkowe stały się integralną częścią każdego krajowego numeru abonenckiego w sieci stacjonarnej, od tej pory 9-cyfrowego. Z początkiem 2007 roku został zlikwidowany sygnał zgłoszenia po wybraniu pierwszego „0” (tzw. sygnał wolny przed wybraniem numeru kierunkowego), a od 15 maja 2010 r. zablokowano (po okresie przejściowym trwającym od 30 września 2009 r.) wybieranie „0” przed 9-cyfrowym numerem abonenta.
Aktualnie przypisane do poszczególnych gmin wskaźniki strefy numeracyjnej (WSN) w PNK nie zapewniają wiarygodnej informacji o lokalizacji danego numeru, gdyż możliwe jest przenoszenie numeracji geograficznej do usług w technologii VoIP. Jednocześnie pozwala to realizować połączenia do takich numerów w cenie połączeń strefowych z sieci stacjonarnej, niezależnie od aktualnej fizycznej lokalizacji numeru VoIP. Nie jest za to możliwe przenoszenie numerów w sieci stacjonarnej pomiędzy SN.

## Tabela numerów kierunkowych
| Miasto               | Województwo         | Numer kierunkowy |
| -------------------- | ------------------- | ---------------- |
| Kraków               | małopolskie         | 12               |
| Krosno               | podkarpackie        | 13               |
| Tarnów               | małopolskie         | 14               |
| Tarnobrzeg           | podkarpackie        | 15               |
| Przemyśl             | podkarpackie        | 16               |
| Rzeszów              | podkarpackie        | 17               |
| Nowy Sącz            | małopolskie         | 18               |
| Warszawa             | mazowieckie         | 22               |
| Ciechanów            | mazowieckie         | 23               |
| Płock                | mazowieckie         | 24               |
| Siedlce              | mazowieckie         | 25               |
| Ostrołęka            | mazowieckie         | 29               |
| Katowice             | śląskie             | 32               |
| Bielsko-Biała        | śląskie             | 33               |
| Częstochowa          | śląskie             | 34               |
| Kielce               | świętokrzyskie      | 41               |
| Łódź                 | łódzkie             | 42               |
| Sieradz              | łódzkie             | 43               |
| Piotrków Trybunalski | łódzkie             | 44               |
| Skierniewice         | łódzkie             | 46               |
| Radom                | mazowieckie         | 48               |
| Bydgoszcz            | kujawsko-pomorskie  | 52               |
| Włocławek            | kujawsko-pomorskie  | 54               |
| Elbląg               | warmińsko-mazurskie | 55               |
| Toruń                | kujawsko-pomorskie  | 56               |
| Gdańsk               | pomorskie           | 58               |
| Słupsk               | pomorskie           | 59               |
| Poznań               | wielkopolskie       | 61               |
| Kalisz               | wielkopolskie       | 62               |
| Konin                | wielkopolskie       | 63               |
| Leszno               | wielkopolskie       | 65               |
| Piła                 | wielkopolskie       | 67               |
| Zielona Góra         | lubuskie            | 68               |
| Wrocław              | dolnośląskie        | 71               |
| Wałbrzych            | dolnośląskie        | 74               |
| Jelenia Góra         | dolnośląskie        | 75               |
| Legnica              | dolnośląskie        | 76               |
| Opole                | opolskie            | 77               |
| Lublin               | lubelskie           | 81               |
| Chełm                | lubelskie           | 82               |
| Biała Podlaska       | lubelskie           | 83               |
| Zamość               | lubelskie           | 84               |
| Białystok            | podlaskie           | 85               |
| Łomża                | podlaskie           | 86               |
| Suwałki              | podlaskie           | 87               |
| Olsztyn              | warmińsko-mazurskie | 89               |
| Szczecin             | zachodniopomorskie  | 91               |
| Koszalin             | zachodniopomorskie  | 94               |
| Gorzów Wielkopolski  | lubuskie            | 95               |